# 폴 뒤카스

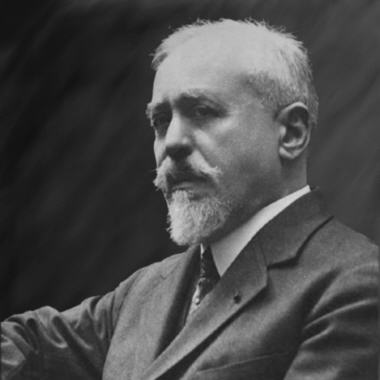
폴 뒤카스

폴 아브라함 뒤카스(프랑스어: [dykas]; Paul Abraham Dukas, 1865년 10월 1일~1935년 5월 17일)는 프랑스의 작곡가였다. 뒤카스는 엄격한 비판의식으로 일관한 고매한 작곡가였으며 예리한 이해력을 갖춘 엄정한 비판가였다. 게다가 그러한 음악가로서의 자질에 덧붙여 넓고 풍부한 교양을 지닌 성실한 교사였다.
파리 음악원에서는 기로의 작곡법 교실에서 배웠으며 동문(同門)인 드뷔시와도 평생을 두고 친교(親交)를 맺었으나 같은 길을 걷지 않고 오히려 베토벤, 바그너를 모범으로 하여 프랑크나 댕디 음악의 건축적인 구성에 이끌렸다. 파리에서 태어나 파리에서 죽었다고는 하나 가계(家系)에는 스트라스부르인(人)의 피가 있다고 하였다. 파리 음악원에서는 '대위법과 푸가'로 1등상을 받았으나 로마 대상 콩쿠르에서는 2등상에 그쳤다(1888).
1892년 <폴리우크트>를 위한 서곡을 작곡, 그 뒤 20년 동안에 십수 곡을 썼을 뿐인 과작으로 더구나 일반의 갈채를 받은 것은 교향시 <마법사의 제자>(1897)뿐이었다고 할 수 있지만 그렇다고 해서 이것이 뒤카스의 재능을 낮게 평가하는 이유가 될 수는 없었다. 과작은 그의 경우 자신에 대한 비판이 준열하였다는 증거에 불과했기 때문이였다. 그리고 그 비판을 견뎌내고 남게 한 모든 작품은 어느 것이나 되풀이하며 감상할 만한 가치가 있다. 특히 <마법사의 제자>는 프랑스가 낳은 교향시 가운데에서 가장 우수한 작품의 하나라 하겠으며 확연히 구성된 스케르초가 서술묘사의 극치를 이루고 있다. 마단조 피아노 소나타(1900)는 "고전적인 형태에 낭만적인 정신을 깃들여", "피아노의 영광을 위하여 구축된 가장 장대한 기념비로서 리스트의 소나타 곁에 모습을 나타낸"(N. 뒤푸르크) 걸작이다.
이에 비견되는 피아노곡이 <라모의 주제에 의한 변주곡과 간주곡 및 종곡>(1903)이다. 거장에 의하여 쓰인 거장을 위한 작품이라고 할 수 있으며, 변주는 물론 눈앞의 변화를 시름없이 추구하는 손끝의 잔재주는 아니다. 마음의 깊이, 규모의 크기, 기본적인 조형의 확고함이라는 점에서 바로 베토벤에 육박하는 것으로 생각된다. 이와 같이 뒤카스는 오히려 게르만적인 음악전통에 많이 의거하고 있으나 그 작품의 지적인 면에는 프랑스적인 기하학적 정신이 현저하게 나타나있으며, 또한 동료인 드뷔시가 개발한 섬세한 감수성의 화원에서 꽃을 우러러, 자기 자신의 건축물에 그 아름다움과 향기를 옮기려는 시도도 하고 있다. 그러한 여러 가지를 개성의 내부에 융합시킨 그의 확고한 예술은 후세에 많은 영향을 미쳤다. 또한 그의 영향이라면 파리 음악원과 에콜 노르말에서의 교직을 통해 끼친 것도 경시될 수는 없을 것이다. 또한 그는 타계하기 바로 직전에 브뤼노의 후임으로서 예술원 회원으로 선출되었다. 주요 작품으로는 앞서 말한 작품 외에 <교향곡 다장조>(1896), 오페라 <아리안과 푸른 수염>(마테를링크의 시, 1907), 발레곡 <라 페리>(1912) 등이 있다.
삶의 후반부에는 파리 음악원 등에서 가르쳤는데 제자로는 모리스 뒤뤼플레, 올리비에 메시앙, 마누엘 폰세, 호아킨 로드리고, 셴 싱하이(冼星海: 1905~45) 등이 있다.

## 주요 작품

### 관현악
- 베를리힝겐의 괴츠 서곡(1883)
- 리어 왕(1883)
- 폴리왹트 서곡(1891)
- 교향곡 다장조(1895~96)
- 교향시 마법사의 제자(1897)
- 발레(춤 시) 요정(1911)

### 실내악
- 전원시[2] 바장조(호른과 피아노)(1906)

### 피아노
- 피아노 소나타 내림 마단조(1899~1900)
- 라모 주제에 따른 변주곡과 간주곡 및 피날레(1899~1902년경)
- 하이든의 이름을 따른 슬픈 전주곡(1909)
- 아득히 들리는 목신의 탄성(1920)

### 가곡/중창
- 바베린의 노래(1884)
- 물의 요정과 어부(1884)
- 칸타타 엔디미온(1885)
- 사랑(1924)
- 롱사르의 소네트(1924)

### 합창
- 미르테의 축제(1884)
- 꽃(1887)
- 태양 찬송가(1888)

### 오페라
- 아리안과 푸른 수염(1899~1907)